# 建筑声学

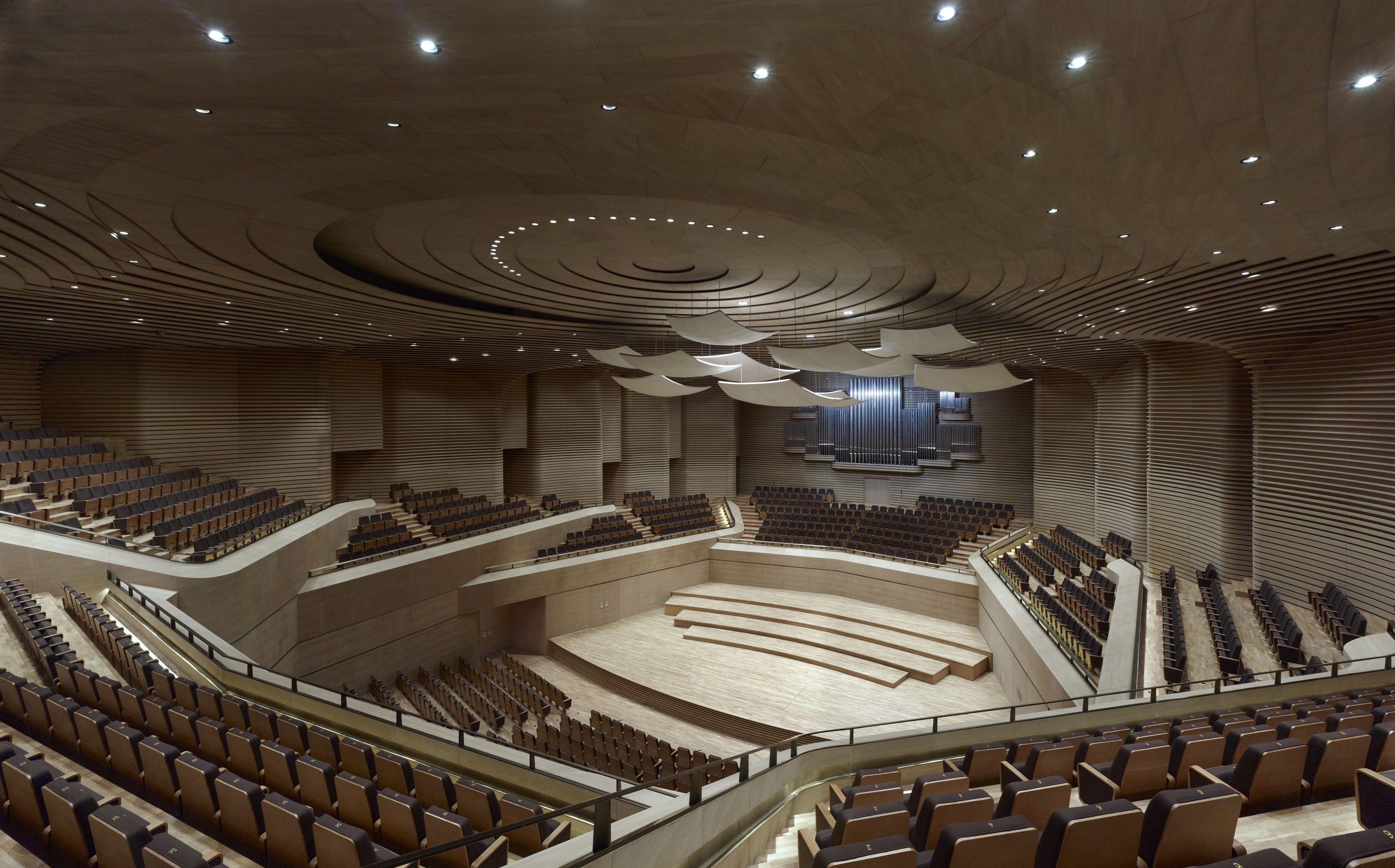
天津大剧院内部结构是建筑声学的实践

建筑声学在建筑物内实现良好声学效果的科学和工程，是声学工程的一个分支。
在中国宋朝开始，古戏台形制、结构的演进开始兼顾了演出需要和视听效果的优化，实现了建筑艺术与声学技术的融合。

## 内容
建筑声学主要研究以下几个方面：
- 如何在室内获得良好的声学效果，即室内音质
- 在建筑环境中避免噪音的干扰和危害，即建筑环境噪声控制
- 提高声学效果、控制噪声过程中所需要考虑的各种建筑材料、构造、空间特性

## 相關
- 隔音屏障
- 隔音窗
- 音頻工程師